# 女神のやる気!
『女神のやる気!』（めがみのやるき）は、2010年4月2日から同年9月24日までチバテレビで毎週金曜日深夜24:30 - 25:00に放送されていたバラエティ番組。全26回。

## 概要
同局で『勝利の女神の法則』（2006年4月 - 9月）から始まった制作プロダクション「NEXT」によるバラエティ番組シリーズ“勝利の女神”の第7弾に当たる。この番組をもって4年半にわたって続いてきたシリーズが（一旦）終了した。
番組は3つのブロックで構成される。それぞれが独立したパートで繋がりはほとんど無い。毎回収録は4本撮りで行われた。

### Web配信
動画配信サイト「GyaO」で全回が無料配信された。
- 期間：2010年4月9日 - 10月30日（1回につき1ヶ月限定公開）
- 備考：地上波より1週間遅れ。CM以外は同内容。

## 出演者
女神家の一族
- 長女アミ - 菅崎あみ
- 次女ヨーコ - 乾曜子
- 三女ミユキ - 丸尾みゆき（#13・6月25日から出演）
- 四女ノハラ - 松本のはら
- 母ちゃん - まいぱん（湘南デストラーデ）
- 遺影の父ちゃん　- 吉田尚（湘南デストラーデ）
- となりの女レオナ - 服部レオナ

C-ZONE de GO!GO!!
- C-ZONE

Spark☆Girls 2010
- Spark☆Girls2010

### ゲスト
- 東京チェリーズ - C-ZONE（2010年9月10・17・24日）
- ファインピース - 女神家の一族（2010年9月24日）
- ナタリードットCPU - C-ZONE（2010年9月24日）

## コーナー

### 女神家の一族
昭和の人気コメディー番組を思わせる6畳一間の和室セットで、女神家の家族がちゃぶ台を囲んで毎回大喜利やミニゲーム対決、即興コントに興じるドタバタ・シチュエーション・コメディ。番組メイン企画であり、番組の始めと終わりの2回に分けて放送される。

### C-ZONE de GO!GO!!
女性アイドルグループ「C-ZONE」が体当たりで様々な記録の更新を目指すチャレンジ企画。

### Spark☆Girls2010
ダンスボーカルユニット「Spark☆Girls2010」のデビューまでの道のりを追ったドキュメント企画。前番組『勝利の女神5』からの引き継ぎ企画で当番組をもって全36回で終了した。
- スパークガールズ2010イメージガールオーディション（#1-24 2010年1月8日 - 7月2日[4]）

2009年9月に行われたダンスイベント『Club YEG DanSpark'09』参加者の中から選ばれた10人の少女達が、2010年『DanSpark'1O』イメージガールを目指して奮闘する姿を紹介していく。
- スパークガールズ2010デビューへの道（#24-36 2010年7月2日 - 9月24日）

オーディションで選ばれた3人の少女たちが「スパークガールズ」として活動開始。CDレコーディングやPV撮影を行う彼女たちの姿を『DanSpark'1O』でのライブデビュー直前まで紹介した。

## スタッフ
- ナレーション：北村静香（C-ZONE）
- ディレクター：折茂栄一
- プロデューサー：佐川知之
- 制作協力：イエローキャブNEXT
- 制作・著作：ネクスト